# エディ・メルクス
エディ・メルクス（Eddy Merckx, 1945年6月17日 - ）は、ベルギー、ブラバント州ティールト＝ウィンゲ出身の自転車プロロードレースの選手。また、この人物の名前に由来する高級スポーツ自転車のブランド。本項ではその両方について説明する。

## 概要
ツール・ド・フランスとジロ・デ・イタリアをそれぞれ5回ずつ、ブエルタ・ア・エスパーニャを1回制覇しており、単年ステージ8勝、マイヨ・ジョーヌ保持日数96日はいずれもツール・ド・フランスにおける最高記録である。ツール・ド・フランス通算ステージ34勝は1975年から2023年までの38年に渡って最高記録であった。
また世界選手権でも3回（アマチュア時代も含めれば4回）優勝。さらにミラノ〜サンレモを7回、リエージュ〜バストーニュ〜リエージュを5回制するなどクラシックでも数多くの記録を残し、1シーズン54勝というシーズン最多勝記録も保持している（ちなみにシーズン50勝以上を3回達成している）ほか、パトリック・セルキュとタッグを組んでトラック競技でも勝利を重ね、16年間の競技生活で通算525勝（うちプロ時代に425勝）をあげた。
同一年度にツール・ド・フランスとジロ・デ・イタリアの両方を制する「ダブルツール」を1970年、1972年、1974年の3回達成。1974年はさらに世界選手権も制して「トリプルクラウン」を史上初めて達成した選手でもある。
全盛期だったモルテニ所属時代には、その攻撃的な走り、出場する全てのレースで勝利を目指した貪欲さから、他の選手たちに「ザ・カニバル」（人食い）の異名で恐れられた（ただし、本人曰く、他の選手から直接この名で呼ばれたことはないとのこと）。
その数々の伝説的偉業により、ロードレース・ファンからはファウスト・コッピと並んで「カンピオニッシモ」（伊：Campionissimo―チャンピオンの中のチャンピオン）と呼ばれている。

## 経歴

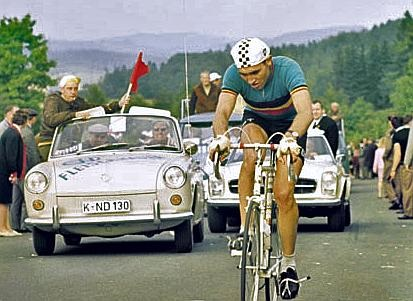
エディ・メルクス（1966年の世界選手権にて）

1961年に16歳で競技を始めたが、1964年には19歳の若さで東京オリンピックのベルギー代表のロード選手に選ばれ来日（記録は4時間39分51秒。1964年東京オリンピック時代は正式記録が秒単位であったため優勝記録と同タイム。ただ細かくは4時間39分51秒74で3位と同タイム。写真判定で12位だった。本レースはまれにみる混戦で、30位前後の選手までメルクスと100分の1秒まで同タイムだった。なおメルクスがレース後半で転倒していなければ優勝したはず、との風説もあるが、メルクス転倒の事実自体が未確認である）。さらにアマチュア世界選手権を制するなど、すでに大器の片鱗を見せ始めていた。
1965年にプロに転向。翌1966年にいきなりミラノ〜サンレモで優勝して衝撃のデビューを飾ったものの、この年は、大きな勝利はこの1つにとどまった。しかし1967年はミラノ〜サンレモの連覇を皮切りにヘント〜ウェヴェルヘムやフレッシュ・ワロンヌなどのビッグレースで優勝。ジロ・デ・イタリアではステージ2勝を挙げ、世界選手権も制し、一気にトップレーサーとなる。
1968年にはパリ〜ルーベを制覇したほか、ジロ・デ・イタリアで初めての総合優勝を遂げ、1969年はパリ〜ニースの総合優勝を皮切りにクラシックレースも次々制覇。その勢いのままツール・ド・フランスでもステージ6勝を含む総合優勝を達成。
そして1970年にはジロ・デ・イタリアとツール・ド・フランスの両方を制して「ダブルツール」を達成。最強の座を確たるものにした。
1971年もツール・ド・フランスの連覇を始め、ミラノ〜サンレモ、フレッシュ・ワロンヌ、リエージュ〜バストーニュ〜リエージュ、ジロ・ディ・ロンバルディアと数々のクラシックで優勝。さらには世界選手権で2度目の優勝を達成した。
1972年には自身二度目の「ダブルツール」達成。さらにメキシコでアワーレコードに挑戦。49.43195kmの新記録を叩きだし、世間からは「これを塗り替えることは永遠に不可能」とまで言われた。
さらに1973年はジロ・デ・イタリアとブエルタ・ア・エスパーニャで優勝したほかパリ〜ルーベで3回目、リエージュ〜バストーニュ〜リエージュで4回目の優勝を飾るなどクラシックでも大活躍した。
1974年には前人未到となる三度目の「ダブルツール」を達成。ツール・ド・フランスでは史上最多となるステージ8勝という圧倒的な成績を残した。さらにこの年は世界選手権も制して史上初の「トリプルクラウン」を達成。栄光の絶頂を極めた年となった。

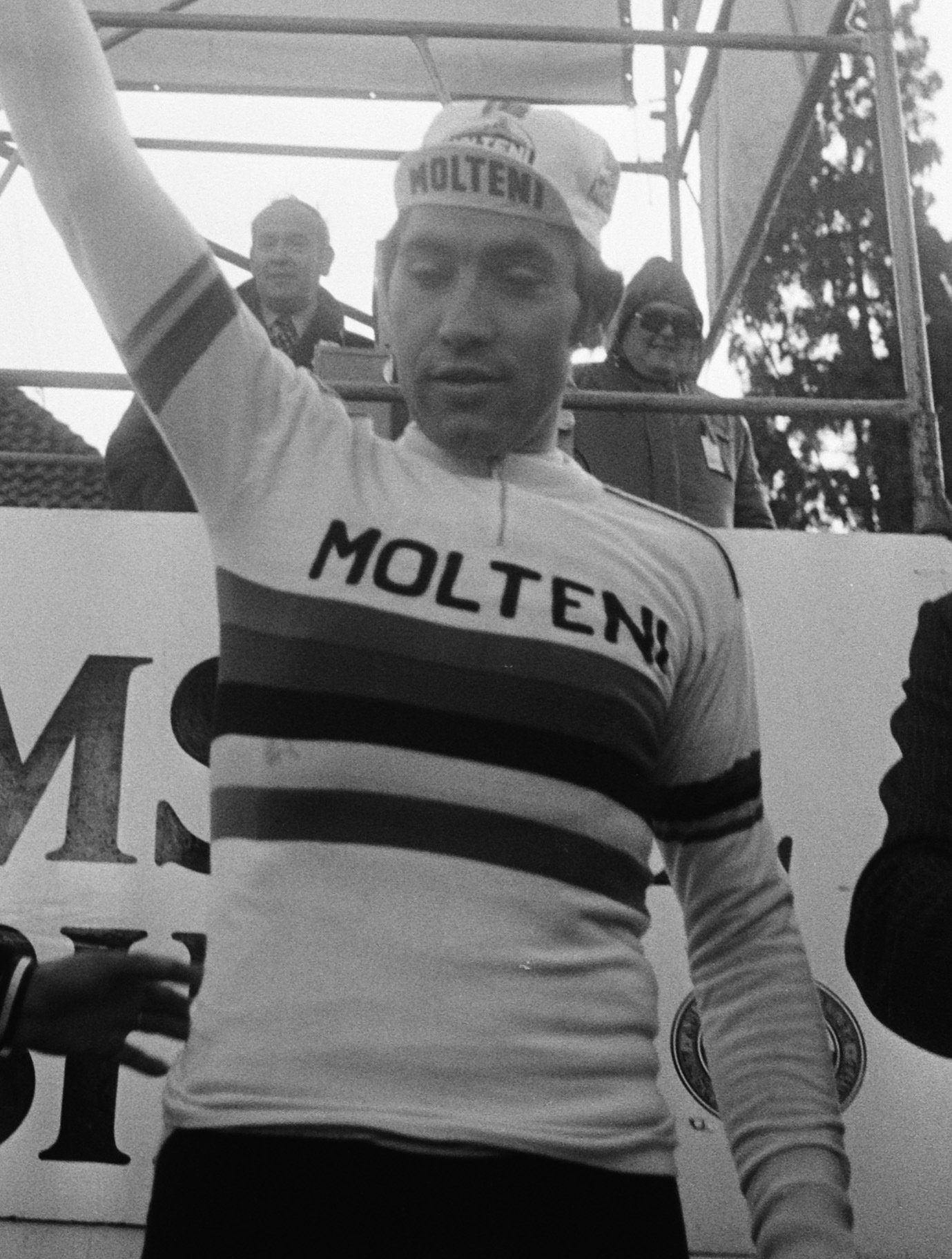

そして1975年も春のクラシックシーズンを絶好調で終えるが、ツール・ド・フランスでは、ベルナール・テブネの前に苦杯を喫し、2位に終わる。しかし、これはメルクスの力が衰えたからではなく、第14ステージの山頂ゴール手前でメルクスを嫌う観客に腹部を殴打されたのが原因であり、これによって次のステージから急激に体調を崩した上に落車して顎を骨折、ものを咀嚼できない状態になった。そのため体調はさらに悪化し血を吐くまでになり、誰もがリタイアすると思ったが最後まで走りぬき、しかも優勝をあきらめずに何度もアタックをかけ、周りを驚愕させた。
しかしその無茶がたたって以後は急速に走りに精彩を欠くようになり、1976年に7回目のミラノ〜サンレモ制覇を達成したのを最後に大きなレースでの勝利からは見放されてしまう。結局1978年に引退。
引退後はウーゴ・デローザに指導を受け、ブリュッセル郊外でバイクフレームの制作工場を興した（詳細は後述）。
そのほか現在ベルギーの自転車関係の団体の委員を歴任。1996年にはベルギーの国威高揚に貢献したということでベルギー王室からも男爵の爵位を贈られている。2010年現在はベルギーオリンピック委員会の委員を務めるほか、ツアー・オブ・カタール及びツアー・オブ・オマーンの運営にも関与している。

## 人物
- 勝利に対する執着はすさまじく、時には愛娘と遊んでいるときの競争でさえ勝ちを譲らないこともあった。またレースでは、リアスプロケットの歯数が多ければ登りで勝負、少なければ平地で逃げを狙うかスプリントに絞っているなど、どんな作戦を立てているかをある程度推察されてしまうため、よくスタート直前までリアスプロケット部分を隠していた。
- かつてツール・ド・フランスでは全ステージ優勝を狙って走っていたと発言したことがある。実際、1968年のジロ・デ・イタリアと1969年のツールでは総合優勝に加えて山岳賞とポイント賞まで独占するという空前絶後の結果を残しているほか、1970年から1972年のツール、1973年のジロ、ブエルタ・ア・エスパーニャでも複数の賞を獲得しており、奪える勝利は全て奪う姿勢を貫いていた。
- 他人どころか自分に対しても容赦がなく、1970年のモン・ヴァントゥへの頂上ゴールでは、ゴール後に酸素吸入を必要とするほどのペースで走り、ステージ優勝こそしたもののダメージは大きく、危うくリタイアしかけた。また、チームドクターから疲労の蓄積によりアタックをやめるよう忠告されていたにも関わらず、真っ先に集団を飛び出してしまった事もある。
- 1975年のツールでの無茶が彼の選手生命を縮めたことは間違いなく、本人も「あれをしなければもう少し走れただろう」とその旨を認める発言をしている。また1968年のツールについても出場していたら優勝できただろうと語っており、もし妨害などがなければ1968-1975年にわたって8連覇（あるいはそれ以上）を達成していた可能性も十分にあった。
- 選手のドーピングに関しては厳しい非難をしているが、ランス・アームストロングが薬物使用を疑われたときには、真っ先に擁護した。一方でデビュー当時のランスはメルクスのことを知らず、所属していたモトローラチームが使用していたフレームの「Eddy Merckx」のロゴを見て、「エディ・マークス（メルクスの英語読み）って誰？」と発言し「“カンピオニッシモ”エディ・メルクスを知らないとは」と周囲を驚かせた。
- 1969年のジロ・デ・イタリア第15ステージを勝利しながらも、同レース終了後のドーピング検査で陽性が発覚したため、マリア・ローザ着用のまま、レースから除外された[3]。
- 選手時代からヘビースモーカーで、アワーレコード挑戦後にも一服つけていた。引退後も変わらず、サポートカーや審判車に乗りながらタバコを吸っている光景が時折、映し出されていた。
- 息子のアクセル・メルクスも父と同様プロのロードレーサーとなった。もっぱらアシストとしての仕事が多かったため成績は父に遠く及ばないが、15年の現役生活、2000年のベルギー選手権優勝とジロ・デ・イタリアステージ優勝、2004年アテネオリンピック銅メダル（オリンピックのメダルは父が獲得することができなかった数少ない勲章である。もっとも自転車競技がオリンピックでプロに開放されたのは1996年のアトランタオリンピックからであり、父は1964年東京オリンピック以外は出場権がなかった。）などの成績を残し、2007年のツール・ド・フランス完走を最後に引退した（アクセルが所属していたことでチームのバイクが「エディ・メルクス」であったり、別のブランドでも一人だけ「エディ・メルクス」を使用していたことがあった）。

### 現役時代の「こだわり」
現役時代は機材に異常なまでのこだわりを見せる選手として有名であり、レースの前日であろうとフレームの改良を指示して、当日朝一番で届けさせることもしょっちゅうだった。
- デビュー当初はチームで使用しているプジョーのフレームが気に入らず、自費でアマチュアの世界選手権を制した時に使っていたマーズィのフレームを購入し、チームカラーにペイントして使用していたこともある[4]。

- 1966年3月にメルクスは他チームだが同郷で、後にメルクスの「終生のライバル」となる（尤もメディアによって担ぎ上げられただけで実際は友人である）ヘルマン・ファンスプリンヘルに連れられて初めてイタリアのミラノにあるマーズィの工房を訪ねた。

ヴァンスプリンゲルは2歳下で当時フルシーズン1年目でプロとしてはさしたる実績も無いメルクスのことを買っており、工房の職人であるアルベルト・マーズィに「このルーキー（メルクス）は（数日後に開催される）ミラノ〜サンレモで多分、3位以内に入るよ」と言っていたという。そして、この時作らせたフレームでメルクスはプロとして自身初のビッグタイトルであるミラノ〜サンレモを制した。なお、ヴァンスプリンゲルも自身最高位の3位に入っている。
- プジョーからファエマを経てモルテーニに移籍した際、バイクもマーズィからコルナゴに変わった。メルクスはコルナゴの社長であるエルネスト・コルナゴに年間平均27本ものフレームを作らせた。

そのうちの一本である1969年のジロで使用したバイクにはリアのスプロケットは4枚しかギアがないにも関わらず、歯数17のギアを2枚付けさせていた（変速しても歯の枚数は同じなので変速にならない）。
極め付けは1960年代後半までは度々ブレーキのワイヤーの左右を入れ替えたバイクを試していた（通常、メルクスは左が前ブレーキ、右が後ろブレーキのバイクを用いていたが先述の1969年のジロで使用したバイクでは左右逆になっている）。
- 更にモルテーニのバイクがコルナゴからデローザに変わった1974年からはデローザの社長のウーゴ・デローザに年間40〜50本のフレームを製作させた。その中でも、ある年のジロの最後の1週間でメルクスは毎日新しいフレームを作らせた[8]。

など機材に対する神経質なまでのこだわりを示すエピソードは枚挙に暇がない。
- ポジション調整にもこだわりを見せており、スタート直前まで微調整をしていることは日常茶飯事で、レース中に逃げを決めている時であっても1度自転車を降りてチームメカニシャンを呼びサドル高を調整させたという伝説まで残している（この様子は市販のDVDで確認できる）。

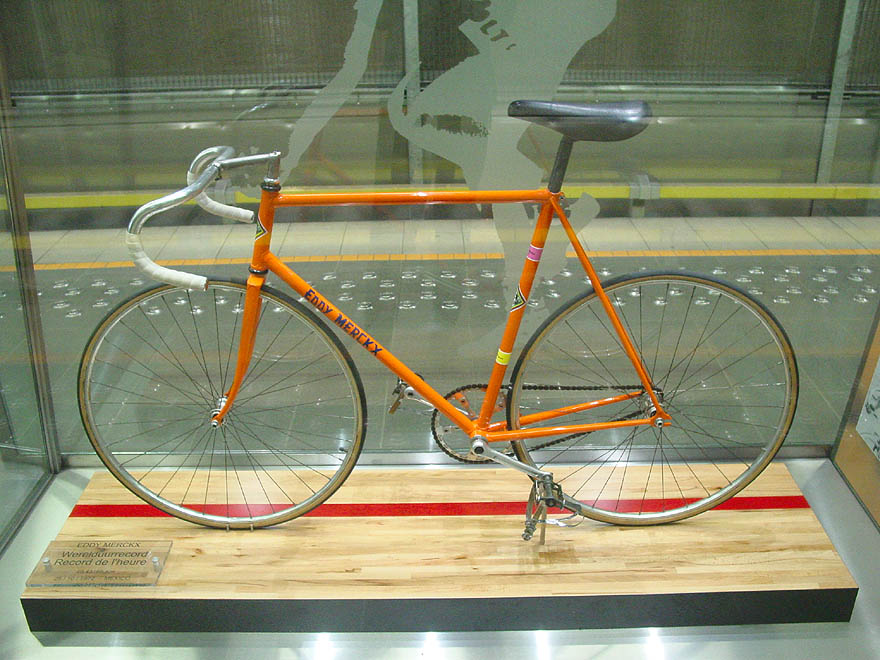
1972年、メキシコでアワー・レコードに挑戦し、世界新記録（49.43195km/h）を達成した際に使ったコルナゴ製トラックレーサー（ブリュッセルの地下鉄エディ・メルクス駅）

- 軽量化にも熱心でギアやハンドルなどのパーツに穴をあけて肉抜き加工を施すことも多く、現在に至るロードバイクの軽量化はメルクスから始まったと言える。1972年のアワーレコード挑戦時には当時のロードバイクの平均重量が10kg前後であったのに対し、チタンパーツを使用し5.75kgまで軽量化したスペシャルバイクを使用した。このバイクはベルギーのブリュッセルの地下鉄にある、彼の名を冠した「エディ・メルクス駅」のホームに展示されている。

- このように自転車に対しては革新的な姿勢を見せたメルクスだが、着るサイクルウェアについては保守的で、ウール素材のレーサージャージを愛用し続けた。ファンから「メルクスと言えばウール」とまで評されたのは有名である。

こうした随所に見せる「こだわり」は彼自身の性格もあるが、特に機材やポジションについては1970年にトラックレースの最中、クラッシュに巻き込まれて背中と腰を痛めてしまい、以後その痛みに悩まされ続けたためでもある（この時は頭部も強打して一時意識不明になっていた）。
- メルクスが1973年にアワーレコード（49.431 km）を記録した時、これを破れる選手はいないと言われていた。その後、特殊な形状や乗車姿勢の自転車を用いたアワーレコードの更新が相次いだが、2000年の国際自転車競技連合（UCI）の規則改正により、アワーレコードには「通常のトラックレース用自転車を用いること」が義務付けられたため、それらの記録は全て無効とされた。2014年に再び規則が改正され、トラックレースの個人追い抜き、団体追い抜きで用いられているエアロヘルメット、ディスクホイール、DHバーなどの使用が再び認められ、全く条件は変わってしまうが、2000年規則によるアワーレコードの最高記録はメルクスの32年後の2005年にオンドジェイ・ソセンカが記録した49.700kmで、メルクスの記録より僅か0.3kmしか伸びていない。トラックレース用自転車においてエアロダイナミクス研究やカーボンなど素材の変化など機材の進歩が著しいことを考えれば、メルクスの残した記録がいかに圧倒的だったかが分かる。

### 所属チーム
- 1966-1967年 プジョー-BP
- 1968-1970年 ファエマ（68-69年Faema、70年Faemino-Faema）
- 1971-1976年 モルテニ
- 1977年 フィアット
- 1978年 C&A

※78年引退

### 主な戦績
1964年
- 世界選手権　アマチュア 個人ロードレース　優勝
- ベルギー選手権　アマチュア マディソン　優勝 (ペアはパトリック・セルキュ)

1965年 … 勝率:13%
- ベルギー選手権　アマチュア マディソン　優勝 (ペアはパトリック・セルキュ)
- 世界選手権　個人ロードレース　29位
- ルーベ・オムニアム　優勝
- ヘント6日間レース　優勝 (ペアはパトリック・セルキュ)

1966年 … 勝率:21%
- ベルギー選手権　マディソン　優勝 (ペアはパトリック・セルキュ)
- 世界選手権　個人ロードレース　12位
- パリ～ニース　総合4位
- GP・デュ・ミディ・リブル　総合11位
- ツアー・オブ・ベルギー　総合11位
- ジロ・ディ・サルデーニャ　総合11位
- ミラノ～サンレモ　優勝
- パリ～ルーベ　15位
- リエージュ～バストーニュ～リエージュ　8位
- ジロ・ディ・ロンバルディア　2位
- フランドル選手権　優勝
- ブリュッセル・オムニアム　優勝 (ペアはリック・ファン・ローイとエドワード・セルス)
- ブリュッセル・オムニアム　優勝 (ペアはパトリック・セルキュ、上記とは別)
- ブリュッセル・オムニアム　優勝 (ペアはリック・バンステーンベルヘン、上記2レースとは別)
- ヘント・オムニアム　優勝 (ペアはワルテル・ホデフロート)
- ヘント・オムニアム　優勝 (ペアはリック・バンステーンベルヘン、パトリック・セルキュ、ノエル・ファンクローステル、上記とは別)
- トロフェオ・バラッキ　優勝 (ペアはフェルディナント・ブラック)

1967年 … 勝率:23%
- 世界選手権　個人ロードレース　優勝
- ベルギー選手権　マディソン　優勝 (ペアはパトリック・セルキュ)
- ジロ・デ・イタリア
  - 総合9位
  - 第12,14ステージ 優勝
- パリ～ニース
  - 総合10位
  - 第2,6ステージ 優勝
- ジロ・ディ・サルデーニャ
  - 総合28位
  - 第6,7ステージ 優勝
- ミラノ～サンレモ　優勝
- ロンド・ファン・フラーンデレン　3位
- パリ～ルーベ　8位
- リエージュ～バストーニュ～リエージュ　2位
- ジロ・ディ・ロンバルディア　7位
- フレッシュ・ワロンヌ　優勝
- ヘント～ウェヴェルヘム　優勝
- GP・サルヴァラーニ　優勝
- ヘント・オムニアム　優勝 (ペアはエドワード・セルスとリック・ファン・ローイ)
- ヘント・オムニアム　優勝 (ペアはフェルディナント・ブラック、上記とは別)
- ミラノ・オムニアム　優勝
- ルーベ・オムニアム　優勝
- マドリード・マディソン　優勝 (ペアはヤン・ヤンセン)
- トロフェオ・バラッキ　優勝 (ペアはフェルディナント・ブラック)
- ヘント6日間レース　優勝 (ペアはパトリック・セルキュ)

1968年 … 勝率:24%
- ベルギー選手権　マディソン　優勝 (ペアはパトリック・セルキュ)
- 世界選手権　個人ロードレース　8位
- ジロ・デ・イタリア
  -  総合優勝
  -  ポイント賞
  - 山岳賞
  - 第1,2,8,12ステージ 優勝
- ツール・ド・ロマンディ
  - 総合優勝
  - 第1ステージ 優勝
- ボルタ・ア・カタルーニャ
  - 総合優勝
  - 第1,6,6bステージ 優勝
- ジロ・ディ・サルデーニャ
  - 総合優勝
  - 第1,5bステージ 優勝
- ミラノ～サンレモ　31位
- ロンド・ファン・フラーンデレン　9位
- パリ～ルーベ　優勝
- ジロ・ディ・ロンバルディア　3位
- グラン・プレミオ・ディ・ルガーノ　優勝
- ミラノ・オムニアム　優勝 (ペアはルディ・アルティヒ、ルシアン・エマール、ジャン・ジュルダン)
- ミラノ・オムニアム　優勝 (ペアはルディ・アルティヒ、上記とは別)

1969年 … 勝率:33%
- ツール・ド・フランス
  -  総合優勝
  -  ポイント賞
  - 山岳賞
  -  複合賞
  -  総合敢闘賞
  - 第1b (TTT),6,8a,11,15,17,22bステージ 優勝
- ジロ・デ・イタリア
  -  総合首位　第9 - 11,14 - 16ステージ
  - 第3,4,7,15ステージ 優勝
- パリ～ニース
  -  総合優勝
- 第2,3b,7bステージ 優勝
- ミラノ～サンレモ　優勝
- ロンド・ファン・フラーンデレン　優勝
- パリ～ルーベ　2位
- リエージュ～バストーニュ～リエージュ　優勝
- パリ～ルクセンブルク
  - 総合優勝
  - 第2ステージ 優勝
- スーパープレスティージュ　受賞
- ベルギー スポーツマンオブザイヤー　受賞

1970年 … 勝率:37%
- ベルギー選手権　個人ロードレース　優勝
- 世界選手権　個人ロードレース　29位
- ツール・ド・フランス
  -  総合優勝
  - 山岳賞
  -  複合賞
  -  総合敢闘賞
  - プロローグ、第3 (TTT),7a,10,11b,12,14,20b,23ステージ 優勝
- ジロ・デ・イタリア
  -  総合優勝
  - 複合賞
  - 第2,7,9ステージ 優勝
- パリ～ニース
  -  総合優勝
  - 山岳賞
  - 第3,7b,8bステージ 優勝
- ツアー・オブ・ベルギー
  - 総合優勝
  - ポイント賞
  - 第1b,3bステージ 優勝
- ジロ・ディ・サルデーニャ　総合優勝
- ミラノ～サンレモ　8位
- ロンド・ファン・フラーンデレン　3位
- パリ～ルーベ　優勝
- リエージュ～バストーニュ～リエージュ　3位
- ジロ・ディ・ロンバルディア　4位
- フレッシュ・ワロンヌ　優勝
- ヘント～ウェヴェルヘム　優勝
- スーパープレスティージュ　受賞
- ベルギー スポーツマンオブザイヤー　受賞

1971年 … 勝率:45%
- 世界選手権　個人ロードレース　優勝
- ツール・ド・フランス
  -  総合優勝
  -  ポイント賞
  -  複合賞
  - 第2,13,17,20ステージ 優勝
- パリ～ニース　 総合優勝
- ドーフィネ・リベレ　 総合優勝
- GP・デュ・ミディ・リブル　総合優勝
- ツアー・オブ・ベルギー　総合優勝
- ジロ・ディ・サルデーニャ　総合優勝
- スーパープレスティージュ　受賞
- ベルギー スポーツマンオブザイヤー　受賞

1972年 … 勝率:39%
- 世界選手権　個人ロードレース　4位
- ツール・ド・フランス
  -  総合優勝
  -  ポイント賞
  -  複合賞
  - プロローグ、第5b,8,13,14a,20aステージ 優勝
- ジロ・デ・イタリア
  -  総合優勝
  - 第12a,14,16,19bステージ 優勝
- パリ～ニース　総合2位
- ジロ・ディ・サルデーニャ　総合33位
- ミラノ～サンレモ　優勝
- ロンド・ファン・フラーンデレン　7位
- パリ～ルーベ　7位
- リエージュ～バストーニュ～リエージュ　優勝
- ジロ・ディ・ロンバルディア　優勝
- フレッシュ・ワロンヌ　優勝
- ジロ・デッレミリア　優勝
- ジロ・デル・ピエモンテ　優勝
- スヘルデプライス　優勝
- トロフェオ・バラッキ　優勝 (ペアはロジャー・スウェーツ)
- スーパープレスティージュ　受賞
- ベルギー スポーツマンオブザイヤー　受賞

1973年 … 勝率:37%
- 世界選手権　個人ロードレース　4位
- ジロ・デ・イタリア
  -  総合優勝
  -  ポイント賞
  - 複合賞
  - プロローグ、第1,4,8,10,18ステージ 優勝
- ブエルタ・ア・エスパーニャ
  -  総合優勝
  -  ポイント賞
  -  複合賞
  - スプリント賞
  - プロローグ、第8,10,15b,16,17bステージ 優勝
- パリ～ニース　総合3位
- ジロ・ディ・サルデーニャ　総合優勝
- ロンド・ファン・フラーンデレン　3位
- パリ～ルーベ　優勝
- リエージュ～バストーニュ～リエージュ　優勝
- アムステルゴールドレース　優勝
- ヘント～ウェヴェルヘム　優勝
- グランプリ・デ・ナシオン　優勝
- オムロープ・ヘット・フォルク　優勝
- パリ～ブリュッセル　優勝
- スーパープレスティージュ　受賞
- ベルギー スポーツマンオブザイヤー　受賞

1974年 … 勝率:27%
- 世界選手権　個人ロードレース　優勝
- ベルギー選手権　マディソン　優勝 (ペアはパトリック・セルキュ)
- ツール・ド・フランス
  -  総合優勝
  -  複合賞
  -  総合敢闘賞
  - プロローグ、第7,9,10,15,19b,21a,22ステージ 優勝
- ジロ・デ・イタリア
  -  総合優勝
  - 第12,21ステージ 優勝
- ツール・ド・スイス
  - 総合優勝
  - ポイント賞
  - 山岳賞
  - プロローグ、第2,11ステージ 優勝
- ロンド・ファン・フラーンデレン　3位
- パリ～ルーベ　4位
- リエージュ～バストーニュ～リエージュ　4位
- ジロ・ディ・ロンバルディア　2位
- スーパープレスティージュ　受賞
- ベルギー スポーツマンオブザイヤー　受賞

1975年 … 勝率:25%
- 世界選手権　個人ロードレース　8位
- ベルギー選手権　マディソン　優勝 (ペアはパトリック・セルキュ)
- ツール・ド・フランス
  - 総合2位
  - 第6ステージ 優勝
- パリ～ニース　総合2位
- ツール・ド・スイス
  - 総合2位
  - 第8ステージ 優勝
- ジロ・ディ・サルデーニャ　総合優勝
- ミラノ～サンレモ　優勝
- ロンド・ファン・フラーンデレン　優勝
- パリ～ルーベ　2位
- リエージュ～バストーニュ～リエージュ　優勝
- ジロ・ディ・ロンバルディア　6位
- アムステルゴールドレース　優勝
- スーパープレスティージュ　受賞
- ヘント6日間レース　優勝 (ペアはパトリック・セルキュ)

1976年 … 勝率:13%
- 世界選手権　個人ロードレース　5位
- ベルギー選手権　マディソン　優勝 (ペアはパトリック・セルキュ)
- ジロ・デ・イタリア
  - 総合8位
  -  山岳賞首位　第3 - 8ステージ
- ツール・ド・ロマンディ　総合3位
- GP・デュ・ミディ・リブル　総合3位
- ツアー・オブ・ベルギー　総合26位
- ジロ・ディ・サルデーニャ　総合8位
- ミラノ～サンレモ　優勝
- ロンド・ファン・フラーンデレン　17位
- パリ～ルーベ　6位
- リエージュ～バストーニュ～リエージュ　6位

1977年 … 勝率:14%
- 世界選手権　個人ロードレース　33位
- ツール・ド・フランス　総合6位
- ツール・ド・ロマンディ　総合7位
- ドーフィネ・リベレ　総合8位
- ツール・ド・スイス
  - 総合12位
  - 第7ステージ 優勝
- GP・デュ・ミディ・リブル　総合7位
- ツール・メディテラネアン　総合優勝
- ジロ・ディ・サルデーニャ　総合20位
- ミラノ～サンレモ　98位
- パリ～ルーベ　11位
- リエージュ～バストーニュ～リエージュ　6位
- チューリッヒ6日間レース　優勝 (ペアはパトリック・セルキュ)
- ヘント6日間レース　優勝 (ペアはパトリック・セルキュ)

## ブランドとしてのエディ・メルクス

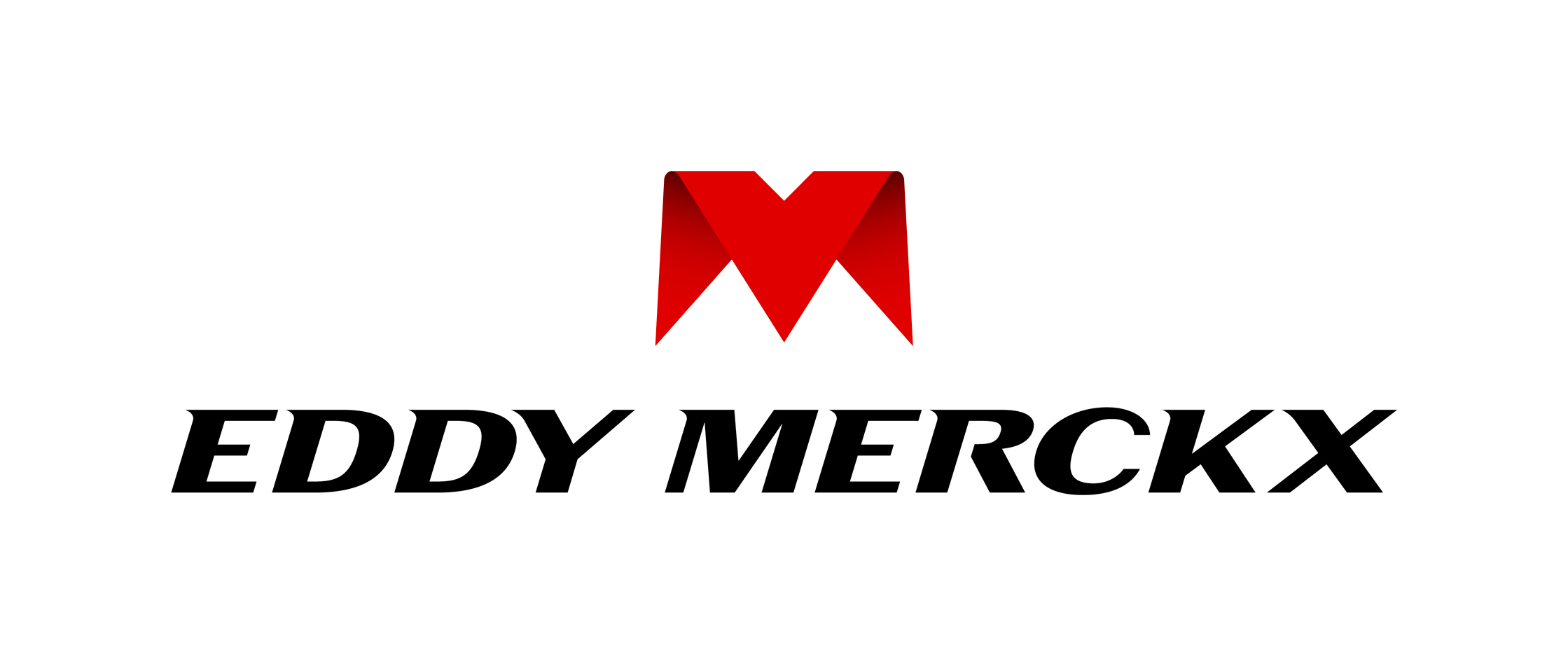

メルクスは引退後、現役中に使用していたフレーム制作を依頼していたウーゴ・デローザに師事した後、自身の名を冠したフレームメーカーを創業した。現在では、ただ有名選手の名を冠しただけのメーカーではなく積極的にフレームの改良を行い、ビギナー向けからTT用のフレームまで制作するレーシングブランドとして確立した。
1973年から宮田工業がエディ・メルクスブランドを使用し、ジュニアスポーツ、ロードレーサー、ランドナーなどを生産したが、成功しなかった。しかしこれにより宮田工業はスポーツ車を生産する下地を作った。
なお、メルクスは2008年に「健康が第一」との理由から同社を売却し、経営から退いている。